# Onction des malades

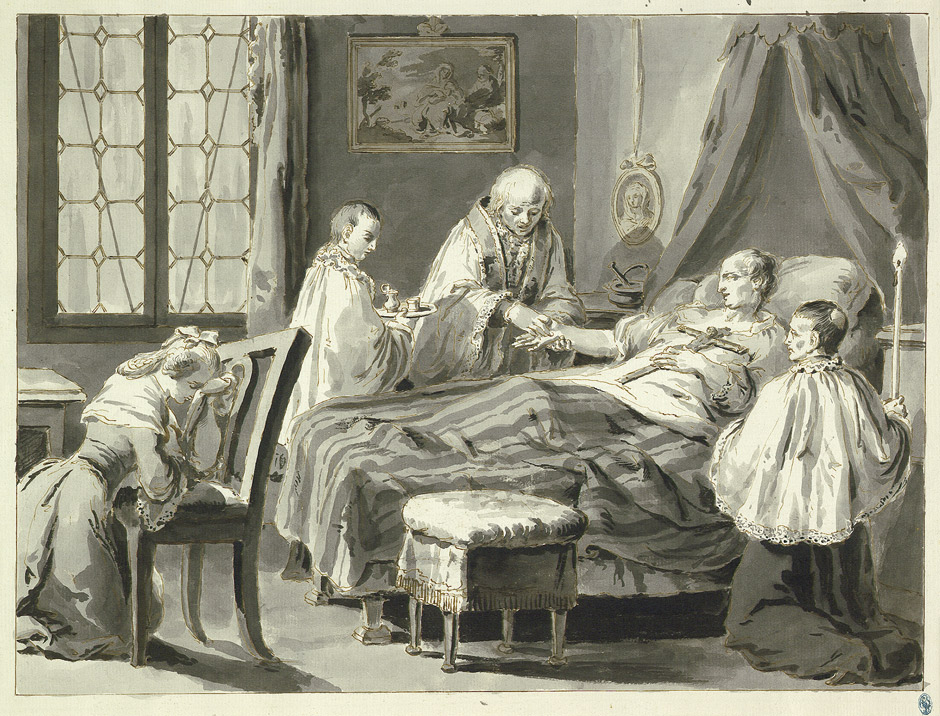
L'extrême-onction, Pietro Antonio Novelli, 1779.

Pour les articles homonymes, voir Derniers sacrements.
Ne doit pas être confondu avec Viatique.
L'onction des malades, appelée chez les catholiques « extrême-onction » avant le concile Vatican II, et sacrement des saintes huiles chez les orthodoxes, est un sacrement des Églises catholique romaine, orthodoxes de tout genre et anglicane par lequel celui qui souffre est confié à la compassion du Christ (parfois dit Christ médecin). L'onction est faite avec une huile bénite et est célébrée par un prêtre.
Plusieurs Églises évangéliques pratiquent aussi l'onction d'huile pour les malades, mais ne la considèrent pas comme un sacrement.

## Fondement biblique dans leNouveau Testament
Jésus s'est servi de signes pour guérir, comme la salive et l'imposition des mains (Marc 7, 32-36 et 8, 22625)  la boue  et les ablutions (Jean 9, 6). Matthieu a vu dans les guérisons qu'il opérait l'accomplissement de la prophétie d'Isaïe 53, 4 : « Il a pris nos infirmités et s'est chargé de nos maladies ». (Mathieu 8, 17). La compassion de Jésus pour les malades l'a conduit à annoncer qu'il dira lors du jugement dernier : « J'ai été malade et vous m'avez visité » (Matthieu 25, 36).
Le principal fondement scripturaire de cette pratique sacramentelle se trouve dans l'Épître de Jacques (au chapitre 5, versets 14 et 15) : « Quelqu'un parmi vous est-il malade ? Qu'il appelle les anciens (presbytres ou prêtres) de l'Église, et que les anciens prient pour lui, en l'oignant d'huile au nom du Seigneur ; la prière de la foi sauvera le malade, et le Seigneur le relèvera ; et s'il a commis des péchés, il lui sera pardonné ». Cette prescription de l'apôtre Jacques se situe dans le prolongement de l'action de Jésus, dont les évangélistes ont rapporté les guérisons. Par exemple, dans l'Évangile selon Marc (Marc, 6, 13) les apôtres prolongent cette action guérissante du Christ : « Ils chassaient beaucoup de démons, et ils oignaient d'huile beaucoup de malades et les guérissaient. » Marc rapporte plus loin ce qu'annonce Jésus concernant ses disciples : « Par mon nom (...) ils imposeront les mains aux malades et ceux-ci seront guéris » (Marc 16, 17-18). Matthieu rapporte de son côté l' injonction de Jésus à ses disciples : « Guérissez les malades » (Matthieu 10, 8).

## Dans l'Église catholique

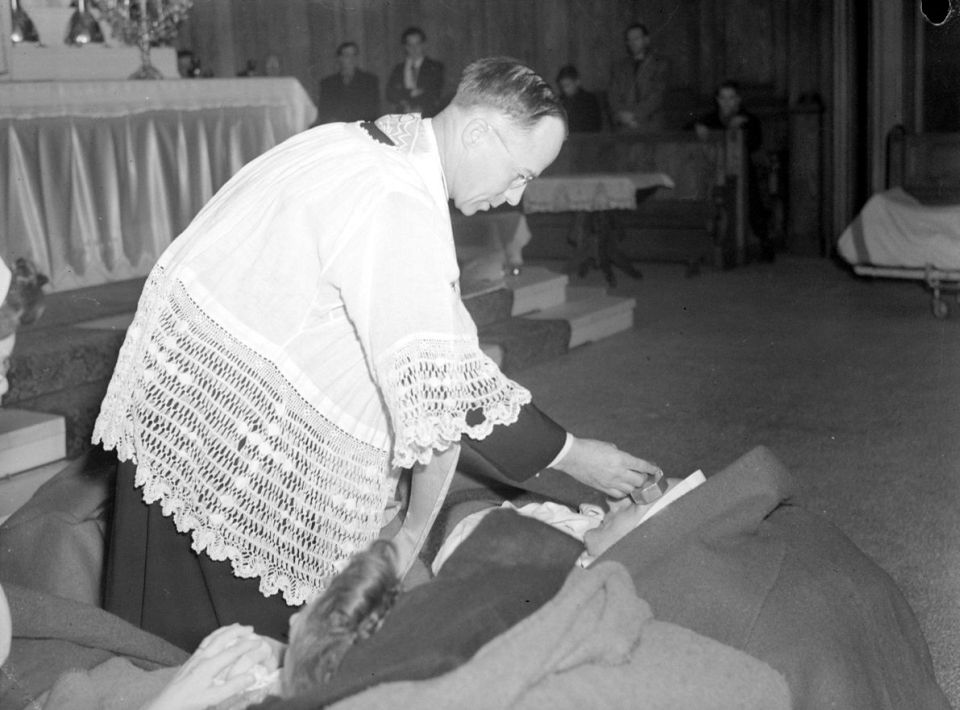
Un prêtre appose un reliquaire sur le front d'un malade à l'oratoire Saint-Joseph du Mont-Royal en 1945.

Le concile de Florence (1439-1445) précise la matière et la forme du sacrement de l'extrême onction, et un siècle plus tard, le concile de Trente affirme à propos de l'extrême onction : « Cette onction sainte des malades a été instituée par le Christ notre Seigneur comme un sacrement du Nouveau Testament, véritablement et proprement dit, insinué par Marc (6, 13), mais recommandé aux fidèles et promulgué par Jacques, apôtre et frère du Seigneur (Jacques 5, 14-15) ». Seuls les évêques et les prêtres sont habilités à conférer l'onction des malades.
Si à partir de ses plus anciennes attestations au IIIe siècle, le rituel de l'onction des malades est employé principalement en vue de la guérison du corps, cette onction prend progressivement la forme du dernier sacrement des mourants (et plus seulement des malades), à partir notamment de l'époque carolingienne et de son association avec le viatique (dernière communion) et la dernière confession (in articulo mortis) On l'appellera alors extrême-onction. Après le concile Vatican II (n°74-75 de la Constitution Sacrosanctum Concilium sur la liturgie), la Constitution apostolique Sacram unctionem infirmorum, du 30 novembre 1972, a établi le rite de l'onction par l'huile alors que le prêtre prononce une seule fois : « Per istam sanctam unctionem et suam piissimam misericordiam adiuvet te Dominus gratia Spiritus Sancti, ut a peccatis liberatum te salvet atque propitius allevet. (« Par cette onction sainte, que le Seigneur, en sa grande bonté vous réconforte par la grâce de l'Esprit saint. Ainsi, vous ayant libéré de tous péchés, qu'il vous sauve et vous relève ») ». On parle aussi de sacrement des malades.
L'onction n'est donc plus le sacrement des malades en danger de mort mais un sacrement de tous les malades graves, avec l'aide du prêtre et des proches du malade, sans que le sens du sacrement (rétablissement ou accompagnement spirituel) soit clairement déterminé. L'onction des malades peut naturellement être répétée (alors que l'extrême-onction était plutôt considérée comme un sacrement unique quoiqu'il pût être répété dans le cas où la personne, guérie, se trouvait de nouveau en danger de mort du fait d'une autre maladie ou accident).
La grâce du sacrement des malades est d'abord le réconfort de paix et de courage apporté par l'Esprit Saint pour traverser les épreuves de la maladie et des approches de la mort. Elle permet l'union intime à la passion du Christ et ainsi une participation à son œuvre de salut. Le sacrement aide enfin ceux qui sont proches de la mort, en les configurant à celle de Jésus, et il est alors accompagné du don eucharistique qui porte en l'occurrence le nom de viatique.

## Dans les Églises orthodoxes et protestantes
Dans l’orthodoxie, l’office de l’onction des malades peut être célébré soit dans l’église, dans l’assemblée des fidèles, soit à la maison du malade. Il est d’usage d’administrer le Mercredi saint le sacrement de l’onction des malades à tous les fidèles, pour la guérison de leurs maux et de leurs péchés. Cet office comporte d’abord les sept prières de bénédiction de l’huile, en grec ancien : εὐχέλαιον. Puis sont lus les sept passages des Épîtres et des Évangiles qui manifestent tout l’amour du Christ pour les malades et les pécheurs.
Les Églises protestantes n'ont pas toutes la même position concernant la prière pour les malades. En 1545, Martin Luther fournissait un ordre de culte pour l'onction des malades. Au XXIe siècle, l'onction des malades est pratiquée à la demande du malade dans les Églises anglicanes, Évangéliques et charismatiques. Ce sont les responsables de la communauté (appelés parfois les anciens) qui prient et appliquent l'huile sur le front du malade selon ce qui est écrit dans l'épître de Jacques citée plus haut.